# Museo Arqueológico Provincial de Orense
El Museo Arqueológico Provincial de Orense es un museo de ámbito provincial, situado en la ciudad de Orense, dedicado a narrar la historia y cultura de este territorio. Su titularidad es del Ministerio de Cultura (actualmente Ministerio de Educación, Cultura y Deporte) estando su gestión transferida a la Junta de Galicia.
Desde 1951 tiene su sede en el antiguo Palacio Episcopal.

## Historia
El museo actual tiene su origen en 1845, cuando la Comisión Provincial de Monumentos creó el Museo de Pinturas de Orense que abrió sus puertas el 1 de noviembre de 1846. En mayo de 1895 La propia Comisión decidió crear un museo arqueológico provincial que reuniese las obras del museo anterior y las piezas arqueológicas que habían sido descubiertas en la provincia de Orense. Se estableció un año más tarde, en 1896. A partir de 1904 tendrá como sede el Centro Provincial de Instrucción (hoy Instituto Otero Pedrayo). En diciembre de 1927, un incendio afectó a parte de la colección y gravemente a su sede.
A principios de 2002, el museo se cerró al público para llevar a cabo obras de renovación. Los servicios del Museo se trasladaron al edificio de Santa María de Europa en el barrio de A Carballeira, que almacena la mayor parte de las colecciones. La biblioteca del Museo en ese lugar sigue atendiendo a estudiantes y al público en general.
Una selección de la escultura más representativa bajo el título de "Antología de Escultura" se muestran desde mayo de 2006 de forma permanente en la sala de exposiciones del Convento de San Francisco, que también sirve como sede para otras actividades específicas, como la "Pieza del mes".
|                                                    |
| Vista interior de la sala "Antología de escultura" |

|                                                    |
| Vista interior de la sala "Antología de escultura" |

|                                                    |
| Vista interior de la sala "Antología de escultura" |

## Edificio
El Museo ocupa el antiguo Palacio Episcopal de Orense, edificio situado en la Plaza Mayor de la ciudad de Orense, que por sus características fue declarado Monumento Nacional en 1931 (actualmente BIC).
Las recientes excavaciones han puesto al descubierto la ocupación romana del solar –época de origen de la ciudad– así como restos de época altomedieval, anteriores a lo conservado actualmente edificado. En el siglo XII, se comienza la fábrica del actual inmueble, conservado en su núcleo con un claustro con planta en L al que se añade otra dependencia en el siglo XIII, cuya construcción –concebida como una fortaleza que se estima pudo llegar a contar con seis torres– corre paralela a la de la Catedral auriense y a sus talleres de influjo compostelano.
Posteriormente se fueron añadiendo elementos góticos, renacentistas y barrocos.

## Colecciones
Es considerado un museo fundamentalmente arqueológico, aunque también cuenta con secciones de bellas artes, artes decorativas y documental (la sección etnográfica forma parte del Museo Etnolóxico de Ribadavia desde 1993).
Sus fondos tienen su origen a través de la Comisión Provincial de Monumentos, a los que se fueron sumando otros resultado de donaciones e intervenciones arqueológicas vinculadas al propio Museo o a la actividad investigadora del Grupo Marcelo Macías y más recientemente a su carácter de centro receptor de la arqueología de gestión.
A través de sus fondos es posible recorrer la cultura y sociedades de su territorio hasta la actualidad, donde tienen un carácter destacado su colección de plástica castrexa y la colección epigráfica.